# Nerodia
Nerodia is een geslacht van slangen uit de familie toornslangachtigen en de onderfamilie waterslangen (Natricinae).

## Naam en indeling
De wetenschappelijke naam van de groep werd voor het eerst voorgesteld door Spencer Fullerton Baird en Charles Frédéric Girard in 1853. Er zijn tien soorten, veel soorten werden eerder aan andere geslachten toegekend, zoals Regina, Coluber, Tropidonotus en Natrix.

## Uiterlijke kenmerken
De slangen worden relatief groot en hebben een dik lichaam. De soort Nerodia clarkii bereikt een gemiddelde lichaamslengte van ongeveer 40 tot 75 centimeter, exemplaren van de soort Nerodia floridana kunnen een lengte tot 188 cm bereiken. De lichaamskleur is zeer variabel, sommige soorten zijn te verwarren met de giftige soorten uit het geslacht moccasinslangen (Agkistrodon) die een overlappend verspreidingsgebied hebben.

## Levenswijze
De slangen zijn zeer goede zwemmers die ook goed kunnen duiken. Ze zonnen vaak op de oever maar schieten bij de geringste verstoring het water in om voorlopig niet meer boven te komen. Op het menu staan waterdieren zoals kikkers, salamanders, rivierkreeften en vissen. De verschillende soorten zijn niet giftig maar ze staan bekend als zeer agressief en ze zullen niet aarzelen om een stevige beet uit te delen als ze worden bedreigd door mensen.

## Verspreiding en habitat
De soorten komen voor in delen van Noord- en Midden-Amerika en leven in de landen Canada, de Verenigde Staten, Mexico, Guatemala en Belize. De habitat bestaat uit veel verschillende typen draslanden, daarnaast kunnen de soorten ook in door de mens aangepaste omgevingen zoals grote vijvers worden aangetroffen.

## Beschermingsstatus
Door de internationale natuurbeschermingsorganisatie IUCN is aan alle soorten een beschermingsstatus toegewezen. Acht soorten worden beschouwd als 'veilig' (Least Concern of LC) en twee soorten als 'gevoelig' (Near Threatened of NT).

## Soorten
Het geslacht omvat de volgende soorten, met de auteur en het verspreidingsgebied.
| Naam                                      | Auteur                          | Verspreidingsgebied                         | Beschermingsstatus |
| ----------------------------------------- | ------------------------------- | ------------------------------------------- | ------------------ |
| Nerodia clarkii                           | Baird & Girard, 1853            | Verenigde Staten, Cuba                      |                    |
| Nerodia cyclopion                         | Duméril, Bibron & Duméril, 1854 | Verenigde Staten                            |                    |
| Nerodia erythrogaster                     | Forster, 1771                   | Verenigde Staten, Mexico                    |                    |
| Gebandeerde waterslang (Nerodia fasciata) | Linnaeus, 1766                  | Verenigde Staten                            |                    |
| Nerodia floridana                         | Goff, 1936                      | Verenigde Staten                            |                    |
| Nerodia harteri                           | Trapido, 1941                   | Verenigde Staten                            |                    |
| Nerodia paucimaculata                     | Tinkle & Conant, 1961           | Verenigde Staten                            |                    |
| Nerodia rhombifer                         | Hallowell, 1852                 | Verenigde Staten, Mexico, Guatemala, Belize |                    |
| Zegelslang (Nerodia sipedon)              | Linnaeus, 1758                  | Verenigde Staten, Canada                    |                    |
| Nerodia taxispilota                       | Holbrook, 1838                  | Verenigde Staten                            |                    |